# Clausilia dubia
Clausilia dubia е вид коремоного от семейство Clausiliidae.

## Разпространение
Видът е широко разпространен в Европа. Среща се в Австрия, Чехия, Великобритания (северната част на Англия), Словакия и Украйна.